# Klaas Veering
Klaas Willem Veering (Leiden, 26 september 1981) is een Nederlandse hockeyer. Hij speelde 42 officiële interlands (0 doelpunten) voor de Nederlandse hockeyploeg. Hij nam eenmaal deel aan de Olympische Spelen en won bij die gelegenheid een zilveren medaille.

## Loopbaan
De doelman maakte zijn debuut op 23 februari 2003 in de oefeninterland Australië-Nederland (6-1). Veering speelde voor achtereenvolgens Alkmaar en Amsterdam. Met die laatste club werd hij viermaal landskampioen in de hoofdklasse (2003, 2004, 2011 en 2012). Ook won hij de Europa Cup I in 2005 en de Europa Cup II in 2003.
Op 2 mei 2007 maakte Veering via de Koninklijke Nederlandse Hockey Bond bekend dat hij bedankt heeft voor Oranje. "Na 4,5 jaar van keihard trainen en 36 interlands ziet Veering geen mogelijkheid om op korte termijn eerste keeper te worden", luidde de verklaring.
De oefeninterland op 29 januari 2007 tegen Australië (4-5-nederlaag) was de laatste interland van Veering.
Op 14 juni 2011 is Veering weer toegetreden tot Oranje. Op 1 juli maakte hij zijn rentree in de 4-Nations Cup tegen Engeland (2-2). Zijn laatste interland speelde hij in en tegen België in 2011, waarmee hij alsnog zijn interlandcarrière winnend wist af te sluiten (0-2-winst).

## Internationale erelijst
| Jaar | Toernooi               | Plaats                | Resultaat     |
| ---- | ---------------------- | --------------------- | ------------- |
| 2003 | Champions Trophy       | Amstelveen, Nederland | Eerste plaats |
|      | Europees kampioenschap | Barcelona, Spanje     | Vierde plaats |
| 2004 | Olympische Spelen      | Athene, Griekenland   | Tweede plaats |
|      | Champions Trophy       | Lahore, Pakistan      | Tweede plaats |
| 2005 | Europees kampioenschap | Leipzig, Duitsland    | Tweede plaats |
|      | Champions Trophy       | Chennai, India        | Tweede plaats |
| 2006 | Champions Trophy       | Terrassa, Spanje      | Eerste plaats |

Matthijs Brouwer · 
Ronald Brouwer · 
Jeroen Delmee · 
Geert-Jan Derikx · 
Rob Derikx · 
Marten Eikelboom · 
Floris Evers · 
Erik Jazet · 
Karel Klaver · 
Jesse Mahieu · 
Teun de Nooijer · 
Rob Reckers · 
Taeke Taekema · 
Klaas Veering · 
Guus Vogels · 
Sander van der Weide ·
Coach: Terry Walsh